# (73342) Guyunusa
(73342) Guyunusa (2002 JX115) – planetoida z pasa głównego asteroid okrążająca Słońce w ciągu 4,48 lat w średniej odległości 2,72 j.a. Odkryta 4 maja 2002 roku.